# La Présentation
La Présentation är en kommun i provinsen Québec i Kanada. Den ligger i regionen Montérégie, i den sydöstra delen av landet, 210 km öster om huvudstaden Ottawa. Antalet invånare var 2 638 vid folkräkningen 2021. Landarean är 94 kvadratkilometer.